# Xian de Liping

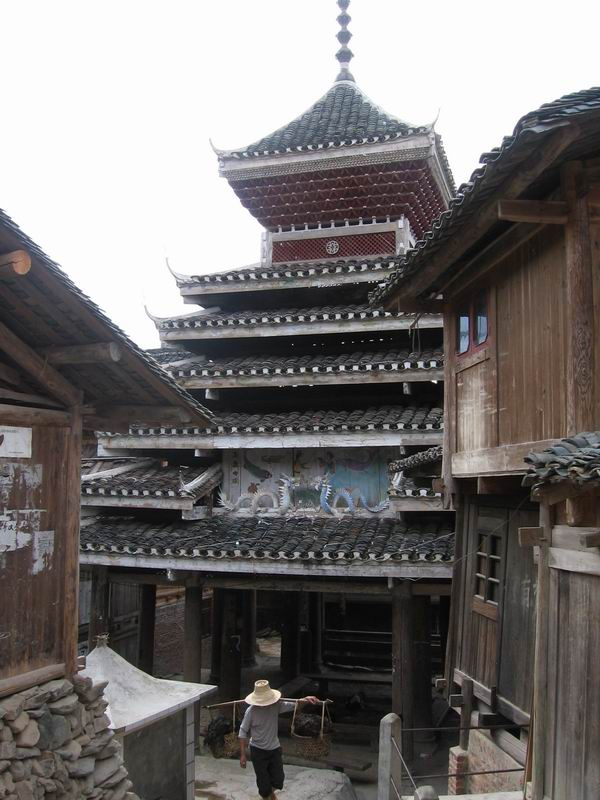
Tour du tambour de Tang'an, Zhaoxing

Le xian de Liping (黎平县 ; pinyin : Lípíng Xiàn) est un district administratif de la province du Guizhou en Chine. Il est placé sous la juridiction de la préfecture autonome miao et dong de Qiandongnan.

## Démographie
La population du district était de 468 417 habitants en 1999.
En 2012, 550 000 habitants dont 128 000 dans la partie urbaine du Xian. 71 % de cette population appartient à l’ethnie Dong[réf. nécessaire].